# میسون لاک ویمز
میسون لاک ویمز (۱۱ اکتبر ۱۷۵۹–۲۳ مه ۱۸۲۵) که از او با عنوان پارسون ویمز نیز یاد می‌شود، یک پیشکار کتاب و نویسندهٔ آمریکایی بود که اولین زندگی‌نامهٔ جورج واشینگتن را بلافاصله پس از مرگ او به رشتهٔ تحریر درآورد. بسیاری از داستان‌های ساختگی پیرامون واشینگتن نتیجهٔ کارهای اوست. داستان درخت آلبالو (یا من نمی‌توانم دروغ بگویم، من آن را با کلاه کوچک خود انجام دادم) در ویرایش پنجم کتاب زندگی واشینگتن (چاپ شده در ۱۸۰۹، چاپ ویرایش نخست ۱۸۰۰) گنجانده شده‌است. یک داستان پرفروش که فضایل واشینگتن را به تصویر می‌کشد. این داستان قرار بود برای جوانان میهن یک پیام اخلاقی باشد.

## در فرهنگ عامه
در سال ۱۹۱۱ لاورنس سی. وروث، «پارسون ویمز: یک مطالعه بیوگرافی و انتقادی» را منتشر کرد. در این کتاب او شرح می‌دهد که ویمز بیشتر شهرتش را مدیون روایت داستان درخت گیلاس است (صفحهٔ ۶) و برای آن شواهدی را نشان می‌دهد (صفحهٔ ۶۵).
گرنت وود یک صحنه را تحت عنوان «داستان پارسون ویمز» در سال ۱۹۳۹ نقاشی کرد. این یک نقاشی طعنه آمیز از آمریکاست.
پارسون ویمز با عنوان میسون ویمز در اساسینز کرید ۳ حضور دارد. او در سکانس هشتم بازی که در زندان برایدول می‌گذرد حضور دارد و به قهرمان داستان کانر کمک می‌کند تا فرار کند.